# Stazione di Jevpatorija
La stazione di Jevpatorija-Kurort (Евпатория-Курорт in russo, Євпаторія-Курорт in ucraino) è la principale stazione della città di Jevpatorija, in Crimea.

## Storia
Il ramo ferroviario tra Sarabuž e Jevpatorija fu costruito nel 1915. La stazione aperta al traffico il 29 maggio dell'anno successivo. Durante la seconda guerra mondiale il fabbricato passeggeri, costruito in legno, andò a fuoco e fu distrutto. L'attuale edificio fu completato nel 1953 su progetto dell'architetto Aleksej Duškin.